# Fondo de Cohesión
El Fondo de Cohesión de la Comisión Europea, creado en 1994, permite financiar proyectos medioambientales y de redes transeuropeas. Estas ayudas están destinadas a los Estados miembros con una renta nacional Bruta (RNB) inferior al 90 % de la media de la UE.

## Historia
Su fin consistía en que los países del norte de Europa ayudaran a los del sur a desarrollarse y que eso beneficiaría a todos los miembros de la Comunidad. Los países del sur tras su desarrollo importarían a los del norte creándose un nuevo mercado entre los miembros de la Comunidad Europea.

### Período 2007-2013
Para el período 2007-2013, el Fondo de Cohesión financiará actuaciones en el marco del objetivo «Convergencia». Este objetivo tiene por objeto acelerar la convergencia de los Estados miembros y regiones menos desarrollados mejorando las condiciones de crecimiento y empleo.
El límite máximo de la participación del Fondo de Cohesión en los gastos públicos cofinanciados en los Estados miembros se fija en el 85 %.
El Fondo de Cohesión tiene como misión reforzar la cohesión económica y social de la Unión Europea, promoviendo al mismo tiempo el desarrollo sostenible.
Ámbitos de intervención
Los ámbitos de intervención del Fondo de Cohesión son los siguientes:
- El medio ambiente (en el marco de las prioridades de la política comunitaria de protección del medio ambiente definidas en el programa de política y acción en materia de medio ambiente ; en este contexto, el Fondo puede actuar también en los ámbitos relacionados con el desarrollo sostenible y el transporte no vinculado con las redes transeuropeas).
- Las redes transeuropeas de transporte, en particular los proyectos prioritarios de interés europeo.

Condicionalidad
La ayuda financiera del Fondo es condicional, en la medida en que el Consejo puede:
- Decidir que un Estado miembro beneficiario tiene un déficit público excesivo.
- Constatar que el Estado miembro en cuestión no ha emprendido ninguna actuación que haya tenido efectos en respuesta a una recomendación del Consejo. El Consejo puede decidir suspender total o parcialmente los compromisos del Fondo del que el Estado miembro en cuestión recibe subvención.

### REACT-EU
La Ayuda a la Recuperación para la Cohesión y los Territorios de Europa (REACT-EU) es una iniciativa que pretende contribuir a preparar una recuperación ecológica (Pacto Verde Europeo), digital y resiliente de la economía del bloque comunitario tras la pandemia de enfermedad por coronavirus de 2020 en Europa.
El paquete REACT-EU incluye 55 millardos de euros de fondos adicionales puestos a disposición del Fondo Europeo de Desarrollo Regional (FEDER), el Fondo Social Europeo (FSE) y el Fondo de Ayuda Europea para las Personas Más Desfavorecidas (FEAD) para el período 2014-2020. En 2020 estos fondos proceden de una revisión específica del marco financiero plurianual, y para el periodo 2021-2022 los fondos se aportarán mediante del programa Next Generation EU.

## Crítica
Se ha criticado que el fondo recoja de forma conjunta el medio ambiente y las infraestructuras que pueden dañarlo.